# Stictonetta naevosa
L'anatra lentigginosa (Stictonetta naevosa (Gould, 1841)) è un uccello,  appartenente alla famiglia degli Anatidi. È l'unica specie del genere Stictonetta, che è a sua volta l'unico genere della sottofamiglia delle Stictonettinae.

## Descrizione
Questo uccello misura mediamente tra i 50 e i 55 cm di lunghezza, ha un piumaggio di colore grigio, finemente maculato di bianco; il becco è lungo e rialzato, molto spesso alla base, nel maschio la base del becco è rossastra, mentre nella femmina è grigia.

## Distribuzione e habitat
L'anatra lentigginosa abita il sud-est ed il sud-ovest dell'Australia. È un uccello nomade, che migra alla ricerca dell'acqua, spesso in laghi effimeri, temporanei, si è adattata sia all'acqua dolce che a quella salmastra.

## Conservazione
Nonostante l'areale relativamente ristretto, viene stimata una popolazione di circa 20.000 esemplari; per queste ragioni la IUCN Red List classifica la specie come a basso rischio (Least Concern).